# Happy Celebration
『Happy Celebration』（ハッピー・セレブレーション）は、Q;indiviのスピンオフとしてQ;indivi Starring Rin Oikawa名義で2010年12月3日に発売されたアルバムである。

## 概要
「Celebration」シリーズの第4作となるこのアルバムは、誕生日をテーマにお馴染みの曲をアレンジし、及川リンが全編英語詞で歌っている。
2010年12月1日にiTunes Storeで先行配信され、ダンスアルバムチャート1位を獲得した。リリース時期がクリスマスに近いこともあり、前々作『Winter Celebration』とともにダンスアルバムチャート1位、2位を獲得した。
セールスコピーは「Happyが詰まった音のギフトボックス」
ジャケットデザインはシリーズを一貫してIN THE CASTLE DESIGN OFFICEが手がけている。

## 収録曲
1. Happy Birthday To You
原曲：アメリカのポピュラーソング
2. Someday My Prince Will Come
原曲：ディズニー・アニメ映画「白雪姫」
3. Happy Birthday
原曲：スティーヴィー・ワンダー
4. You Can't Hurry Love
原曲：スプリームス
5. Can't Take My Eyes Off Of You
原曲：フランキー・ヴァリ（フォー・シーズンズ）
6. Wake Me Up Before You Go Go
原曲：ワム!
7. Over The Rainbow
原曲：ミュージカル映画「オズの魔法使」
8. Hymne à l'amour
原曲：エディット・ピアフ
9. 『愛の夢』第3番 Liebesträume
原曲：フランツ・リスト
10. Ave Maria
原曲：シューベルト
11. 喜びの歌 Ode To Joy
原曲：ベートーヴェン
12. Happy Birthday To You (My Sweet Family Ver. ~Mom&Dad,Sister&Brother)［ボーナストラック］
原曲：アメリカのポピュラーソング

## 特典
- TOWER RECORDS（先着購入特典CD）
  1. 不明
- HMV（先着購入特典CD）
  1. Happy Birthday To You (My Sweet Child Ver.)

なお各種音楽配信サービスからも購入が可能である。